# Das Geheimnis von St. Agil
Das Geheimnis von St. Agil ist ein französischer Spielfilm aus dem Jahr 1938 von Christian-Jaque, „sein erstes bedeutenderes Frühwerk“, mit Erich von Stroheim in der Hauptrolle eines verständnisvollen Englischlehrers. Die Geschichte basiert auf dem 1935 erschienenen gleichnamigen Roman.

## Handlung
Frankreich, kurz vor dem Ersten Weltkrieg. Drei Internatsschüler von St. Agil, die Protagonisten der Geschichte Beaume, Mathieu Sorgue und Philippe Macroy, haben einen Geheimbund namens Les Chiches Capons gegründet, dessen Ziel es ist, seine Mitglieder eines Tages in die Vereinigten Staaten von Amerika, das Land ihrer Sehnsüchte, zu bringen. Im Internat geschehen des Nachts seltsame Dinge. Bei einem ihrer nächtlichen Geheimbund-Zusammenkünfte sieht Sorgue in dem Lehrzimmer für Naturwissenschaften einen Mann aus einer Wand herauskommen. Nach einem Besuch beim Anstaltsdirektor, der Sorgue wegen Insubordination zu sich zitiert hatte, verschwindet dieser. Wenig später ist auch Macroy wie vom Erdboden verschluckt. Eine Postkarte aus den Staaten soll insinuieren, dass der Erste von ihnen es bereits über den Großen Teich geschafft hat. Aber stimmt das, oder ist die Karte eine Fälschung, eine Finte von einem unheimlichen Unbekannten?
Das Verschwinden von zwei der drei Jungs bringt das Internat und seine Lehrerschaft in erhebliche Unruhe. Die Dinge spitzen sich zu, als der stets betrunkene Zeichenlehrer Lemel während einer Schulfeier zu Tode stürzt. Ein Stromausfall hatte die gesamte Anlage vorübergehend ins Dunkel gehüllt. Zwar geht man offiziell von einem tragischen Unfall aus, doch der letzte verbliebene Geheimbündler, Beaume, hat erhebliche Zweifel. Er will versuchen herauszufinden, ob jemand beim Tode Lemels nachgeholfen hat. Bei seinen Nachforschungen hilft Beaume, der sich aus taktischen Gründen auf der Schulanlage versteckt, um glauben zu machen, auch er sei verschwunden, ausgerechnet der ein wenig herrisch und mürrisch wirkende Englischlehrer Walter, der aber bei seinen Schülern durch seine ganz persönliche Art die Amerika-Sehnsucht erst geweckt hat.
Bald erhellen sich die Hintergründe der mysteriösen Geschehnisse, und man kommt dem titelgebenden Geheimnis von St. Agil auf die Spur: Das Internat beherbergt nämlich eine Geldfälscherwerkstatt, die ausgerechnet von Lemel, dem kunstsinnigen Blütenhersteller, und dem Direktor der Anstalt betrieben wurde. Es stellt sich heraus, dass der Schuldirektor Lemel umgebracht hat, weil er befürchtete, dass dieser im (ständigen) Alkoholrausch sich verplappern und damit irgendwann einmal das dunkle Geheimnis ihrer kriminellen Tätigkeit lüften könnte. Die Fälscherbande fliegt auf, und der verschwundene Sorgue wird befreit: Der Junge hatte nämlich den Mann aus der Wand kommen sehen, die einen Geheimgang zur Fälscherwerkstatt verbarg, und musste daher „verschwinden“. Macroy hingegen hatte sich tatsächlich von St. Agil aufgemacht, um mit dem Schiff nach Amerika zu segeln. Er kam nicht sehr weit und wird von Gendarmen ins Internat zurückgebracht. Englischlehrer Walter aber, der bei der Aufklärung des Falles so tatkräftig geholfen hat, wird von den drei Jungs zum Ehrenmitglied ihres Geheimbundes ernannt.

## Produktionsnotizen
Das Geheimnis von St. Agil entstand im Februar und März 1938 und erschien bereits am 6. April 1938 in den französischen Kinos. Die deutsche Premiere war im ersten Nachkriegsjahr 1946, das erste Mal im deutschen Fernsehen konnte man den Streifen am 20. Mai 1962 in der ARD sehen. 
Pierre Schildknecht gestaltete die Filmbauten.
Die Jugendlichen und späteren Leinwandstars Serge Reggiani und Charles Aznavour sammelten hier einige ihrer ersten Erfahrungen vor der Kamera.

## Kritiken
Filmkritiker Georges Sadoul stellte Das Geheimnis von St. Agil in einen Kontext zum gängigen Poetischen Realismus des französischen Kinos der 1930er Jahre und meinte, dieser Film „zeichnet sich durch die Darstellung der Märchenwelt von Kindern aus“. Fazit: „In diesem reizvollen Film fehlt die gesellschaftliche Realität fast vollständig.“
Reclams Filmführer schrieb: „In erster Linie ist das eine handfeste Abenteuer-Geschichte, die jugendliche Abenteuerlust und Entdeckerfreude geschickt ins Bild bringt. Aber der Film ist außerdem auch eine Attacke gegen die Autoritäten, die deutlich Einflüsse von Vigos Zéro de conduite erkennen läßt.“
Im Lexikon des Internationalen Films hieß es: „Atmosphärisch dichtes Spannungskino aus der Wunschwelt abenteuerlustiger Jungen; auch filmhistorisch nicht uninteressant.“
Halliwell‘s Film Guide nannte den Film eine „kuriose, schwarze Komödie“.